# Derenda
Derenda je priimek v Sloveniji, ki ga je po podatkih Statističnega urada Republike Slovenije na dan 1. januarja 2010 uporabljalo 41 oseb in je med vsemi priimki po pogostosti uporabe uvrščen na 8.565. mesto.

## Znani nosilci priimka
- Nuša Derenda (*1969), pevka zabavne glasbe